# Génocide(s)
Pour les articles homonymes, voir Génocide.
Génocide(s) (Jenosaido), publié en 2011, est un roman de l'écrivain japonais Kazuaki Takano, de type techno-thriller.

## Découpage
- Prologue (pp. 7-14)
- Ière partie (pp. 15-270) : Le Rapport Heisman
- 2nde partie (pp. 271-584) : Némésis
- 3ème partie (pp. 585-718) : Out of Africa
- Épilogue (pp. 719-741)

## Résumé
Au prologue, le président des États-Unis, Gregory S. Burns, est informé de l’apparition en Afrique d'une forme de vie nouvelle susceptible de conduire à l'extinction de l'espèce humaine (p. 11). L'épilogue présente la menace comme officiellement résolue, quelques mois plus tard, par destruction.
L'action se déroule sur plusieurs continents, en gros sur un mois, entre 2005 et 2010, après la seconde guerre du Congo (1998-2002), après les épidémies Ebola de 2000-2005, trente ans après le Rapport Heisman (1975), un peu après les succès de Blue Gene (2004).

### LeRapport Heisman
Jonathan Yeager Hawk, employé de la Western Shield, société militaire privée (SMP/EMSP/ESSO), rentre de mission à sa base à Bagdad (Irak). Le convoi de véhicules blindés est approché, attaqué, puis étrangement laissé intact. Yeager va partir en congé rejoindre son épouse Lydia, à Lisbonne, au chevet de leur fils, Justin, en phase terminale de SÉAP, après quatre ans de traitement, auprès du spécialiste mondial, le professeur Antonio Gathardo. William Liban, administrateur de l'entreprise le convoque et lui propose une mission spéciale d'un mois, payée 45 000 dollars.
À Tokyo, aux funérailles de son père, Kento entend parler du Rapport Heisman par Sugai, mais toute référence en a été retirée d'internet. Kento reçoit un mail différé de son père qui lui enjoint de consulter un livre connu d'eux deux seuls, où il découvre d'étranges consignes, avec carte de crédit spécifique sous faux nom, adresse de son laboratoire privé secret, avec un programme de recherche avec ultimatum (28 février) et une quarantaine de souris. Il s'agit de travailler seul, dans le plus grand secret, et de concevoir un agonste pour le RCPG769 mutant (p. 79), de le synthétiser, de le tester in vivo, et de l'administrer à telle personne malade de SÉAP (Un Américain viendra).
Au Cap (Afrique du Sud), Mike Singleton, directeur des opérations de la SMP Zeta Security, dirige la préparation (2 à 3 semaines) du commando des quatre Gardiens : sous couvert de défense de la vie sauvage, ils vont être infiltrés en République démocratique du Cpngo (Kinshasa, encore en guerre, et avec risque Ebola), via Entebbe (Ouganda), afin d'éliminer avant sa diffusion un nouveau virus à taux de létalité 100%. L'entraînement consiste, entre autres, à abattre au pistolet avec réducteur de son environ 16 petites formes humaines, potentiellement des enfants. Il s'agit en fait de Pygmées, Mbutis, du clan kanga, dans un campement de la forêt de l'Ituri. Les consignes se précisent progressivement : tuer tout le groupe (une quarantaine), ramener des prélèvements, récupérer l'ordinateur de l'anthropologue Nigel Pierce (et éliminer celui-ci), détruire toute forme de vie inconnue (et rapporter). Aucun risque de contamination n'est envisageable en quelques jours, et de toute façon une pilule (avant ou après) est fournie.
À Tokyo, Kento s'informe, auprès d'amis, directement, mais aussi par téléphone et internet : le SÉAP est une maladie sans traitement qui frappe 100 000 patients enfants dans le monde. On lui remet deux ordinateurs, un A5 noir qui ne fonctionne pas, et un A4 blanc avec un logiciel de modélisation moléculaire. Jeong-hoon se met à la disposition de Kento et doit admettre que Gift, le programme fourni, sans doute grâce au calcul distribué est un logiciel omnipotent qui ne devrait pas pouvoir exister. Kento le lui confie pour ses propres test à son laboratoire. Il reçoit très vite un message téléphonique lui demandant de disparaître immédiatement (domicile, famille, laboratoire), car il est recherché par une brigade de sécurité japonaise sur requête du FBI, et de ne plus utiliser téléphone personnel ni internet.
Le Bureau exécutif du président des États-Unis traite ce matin-là de cyberguerre : les capacités de cryptage et décryptage des services secrets américains n'ont rien à craindre des Russes, grâce au codage en nombres premiers. L’extermination du monstre au Congo est bien engagée. Le camionneur-passeur Thomas a mené le groupe des quatre gardiens à proximité de Mambasa. Sortis de leurs hamacs, dans cette forêt épaisse [qui] cachait une force maléfique qui broyait [leur] courage (p. 215), ils assistent à une agression extrêmement violente (et non motivée) d'une troupe de sept grands singes contre une quinzaine de chimpanzés (dont un petit massacré et consommé).  
Au Bureau exécutif du président des États-Unis, le président s'irrite d'une photo d'enfant irakien déchiqueté, simple dommage collatéral selon le vice-président, parmi 100 000 civils du fait de cette guerre en Irak. Puis, en comité restreint, on parle de l'opération Némésis : la première phase en Afrique se déroule comme prévu, mais des problèmes se posent au Japon, puisqu'un homme a essayé d'y accéder. Au cas où ce serait confirmé, il risque d'être arrêté et transféré en Syrie, pour y être torturé en sous-traitance (p. 227, p. 252, transfèrement exceptionnel en prison secrète de la CIA de terroristes p. 353). Au campement mbuti kanga, Nigel Pierce informe à distance le quatuor qu'il sait tout, dont le traitement possible de Justin, la trahison de Garrett. Après avoir assisté au feu, à la musique, aux chants, aux danses, une fois le clan endormi, le quatuor décide non pas d'éliminer les quarante-et-un humains, mais d'enlever l'anthropologue. Quand ils entrent, il leur présente la créature, trois ans, tête disproportionnée, yeux étranges.
En bibliothèque des périodiques (des années 1975), sous un faux nom, Kento prend connaissance du Rapport Heisman (pp. 256-270), rapport top secret. Cette étude sur l'extinction du genre humain envisage cinq scénarios généraux : cataclysme à l'échelle cosmique, changement environnemental à l'échelle planétaire, guerre atomique et hiver nucléaire, épidémie virale et armes biologiques, évolution du genre humain. Ce seul dernier point suggère l'apparition d'un homme nouveau, plus intelligent, qui nécessairement supprimerait les créatures intellectuellement et moralement inférieures...

### Némésis
En mythologie grecque antique, Némésis peut s'interpréter comme colère divine. C'est ici le nom de l'opération engagée, commandée par le gouvernement américain, réalisée par Arthur Rubens, la trentaine, docteur en philosophie des mathématiques à 20 ans, engagé à 26 ans par l'Institut Schneider, think tank (laboratoire d'idées), comme chercheur, puis analyste, puis au Bureau des plans spéciaux, d'abord pour persuader le public américain d'attaquer l'Irak, pour mieux le reconstruire, et désormais d'éliminer le risque d'extinction de l'espèce humaine. Il est amené à connaître le Rapport Heisman, et sur le cas Nigel Pierce, dont sa communication à Dennis, interceptée par le système Echelon, concernant le cas de néoténie de l'individu de trois ans, né de parents normaux, et réputé pour sa capacité à factoriser les nombres premiers, donc susceptible de dépasser les plus sûrs des codes secrets actuels. Il étudie en accéléré certains gènes de l'ADN : HAR1 (Human accelerated regions (en)), FOXP2, ASPM. Il retient l'hypothèse d'une évolution virale, individuelle ou collective, et propose d'étudier, importer, surveiller, contrôler le phénomène. Cela est refusé, car l'élimination de cet élément incontrôlable est préférable pour les cow-boys au pauvoir, surtout dans les circonstances actuelles : éliminer l'individu, le collectif, puis l'équipe des éradiqueurs. Ce serait un génocide même si c'est réduit à un unique représentant. La cible devient Noûs, ou intelligence transcendantale, en hommage à Pierre Teilhard de Chardin et l'opération Némésis ou Vengeance Céleste comme la météorite supposée responsable de l'extinction des dinosaures. Une organisation est établie et un programme à accès spécial. 
Un problème est que des communications ont lieu entre Tokyo et l'Est du Congo selon un code indéchiffrable, ou à masque jetable, qu'il y a eu des fuites d'informations secrètes, que Kento a été averti par téléphone depuis New-York. Rubens fait un faux et sauve 38 Mbutis. Pierce montre au quatuor son ordinateur : surveillance satellitaire en direct de l'opération, pilule salvatrice ou simple concentré de cyanure, proposition de fuir à six, pour amener Akili au Japon, et sauver Justin, avec le maximum de discrétion.
Kento se forme en évolution, admet qu'une surhumanité serait dotée d'une intelligence écrasante, dépassant de fort loin la nôtre (p. 339), au moins par la compréhension rapide de la complexité. Le programme Gift est donc à la fois une bénédiction et une menace. Rubens comprend qu'il a sous-estimé l'intelligence de Noûs : les quatre gardiens ont été choisis, après élimination programmée (surtout en Irak) de quinze autres candidats retenus. Par un entretien avec Gardner, il comprend que l'action du Pentagone est organisée par Noûs, sans oser le révéler. Au Congo, après une rencontre avec le groupe en entier, obligé d'éclater dès qu'ils seront partis, Yeager apprend qu'Akili n'a ni frère ni sœur, et qu'il a des compétences, dont maîtriser l'arithmétique (pour aider son clan dans les transactions), se servir d'un ordinateur, contrôler les mouvements des feuilles d'arbre... 
Trois itinéraires sont envisagés pour sortir du Congo, par Bunia, Béni ou Goma, avec pour guide Isomo, père d'Akili, sans GPS (qui seraient aussitôt repérés). Les mesures d'urgence de Némésis sont engagés : dix millions de dollars de récompense pour éliminer le petit groupe accusé de terrorisme, apparition au téléphone de Poppy pour communiquer si nécessaire avec Kento.
Au Congo, le petit groupe traverse, en plusieurs jours de forêt, des scènes de guerre, au sol, et grâce aux visions satellitaires transmises au petit ordinateur de Pierce, avant d'être confrontés à l'approche de cinq groupes rebelles armés, soit environ 4 000 soldats. L'allumage quelques secondes d'un GPS, demandé par le correspondant japonais de Pierce suffit à ce qu'un drone Predator largue deux missiles Hellfire et persuade le groupe de se réorganiser, et Isomo de les quitter pour rejoindre son clan et son peuple, ce qui permet à Akili de prononcer son premier mot.
Au Japon, le travail de Kento et Jeong-hoon se poursuit, avec énormément de lenteurs et de difficultés... Il consulte les fichiers de l'ordinateur blanc, dont les fiches du FBI sur Yuri Sakai (dont il redoute d'avoir une demi-sœur), et la sienne propre, où figure l'avis de transfèrement exceptionnel, d'extradition vers la Syrie (p. 487). Poppy, qui surveille tout, de près ou de loin, lui ordonne de s'en tenir au sérieux, la préparation du médicament salvateur.
En Amérique, Melvin Gardner est arrêté. Quand survient le FBI, son épouse met son petit ordinateur portable au micro-onde. Dans son entretien privé avec le président, Gardner reconnaît que les ennuis viennent de Noûs, qu'il faut arrêter Némésis pour éviter la colère en retour, et que s'il passe en accusation, il va devoir préciser l'utilisation ses services secrets américains des back door (portes dérobées) des systèmes d'exploitation de fabrication américaine pour ordinateurs et téléphones portables. Les poursuites sont annulées. Les services récupèrent 15 méga-octets, surtout des nombres aléatoires longs qui ont permis à Gardner de communiquer depuis six mois avec Noûs.
Intervient alors Andy Rockwell, passionné d'avions de réalité virtuelle, qui se retrouve à jouer aux commandes d'un Predator, avec pour cible une limousine blindée, celle du vice-président Chamberlain. La mort de Chamberlain entraîne l'interdiction de tous les vols Predator de la planète, et la mise sous très haute surveillance de deux savants, l'anthropologue Dennis Schaefer et le prévisionniste Joseph Heisman (75 ans).
Rubens se rend auprès d'Heisman (matricule Auschwitz A1712), discute en salle hors écoute, convient que dans le cas présent, Noûs a choisi d'adopter la stratégie de Dieu (p. 522), et qu'il faut stopper l’Opération Némésis. 
En Afrique, l'Armée de résistance du Seigneur (LRA) bloque le passage vers Butembo. Toujours aidé par l'ami japonais, le petit groupe profite de l'arrêt des Predator et d'une brève intervention de riposte de la Mission de l'Organisation des Nations unies en république démocratique du Congo pour forcer le passage. L'église sur le toit de laquelle ils se réfugient se retrouve assiégée par une troupe d'enfants soldats fanatisés (dont Oneka). Le long combat est très violent. Y meurent entre autres deux gardiens, Mick et Garrett. Sanyu Rutshuru les attend avec un Land Cruiser 582...

### Out of Africa
En Afrique, on traverse l'Ouganda, le Zimbabwe. En Afrique du Sud, au Cap, l'aérodrome de la Zeta Security est le seul non surveillé par la CIA. Le détournement d'un Boeing 737 de fret (transport d'armes) est réalisé grâce à Singleton, forcé de participer. L'avion se dirige vers le Brésil, puis disparaît des radars, par vol au ras de l'eau.
Au Japon, Kento consulte l’association Médecins Sauveteurs Internationaux, dont le directeur du secrétariat, Andô, a connu Seiji Koga, Yuri Sakai, qui a fait accoucher dans sa clinique une femme mbuti, Anjana (morte). Pour Kento, Ema serait la fille reconnue de Yuri Sakai. Le propriétaire du laboratoire caché avertit Kento des plaintes des riverains pour les odeurs (des réactifs). Le locataire du rez-de-chaussée semble avoir disparu : peut-être Yuri Sakai (et Ema) et/ou Poppy.
En Amérique, Rubens parvient à la conclusion que le Japon abrite un second humain évolué, qui communique avec Pierce et Noûs : toute l'organisation (y compris Némésis) relèverait donc de la seule Emma, 8 ans et demi.
À Tokyo-Machida, les médicaments Gift1 et Gift2, analysés à l'université par Jeong-hoon (et Doi), sont validés : il reste à les tester in vivo sur les souris (contaminées). Pour sauver Maika Kobayashi, Kento se risque à son hôpital et demande à son père de sortir l'enfant pour que lui soit administré le médicament. Jeong part à Lisbonne livrer les médicaments à Lydia Yeager.
Le président Burns, malgré les attaques contre les systèmes énergétique et bancaire de plus en plus d'états de l'Union, décide d'abattre l'avion détourné réapparu, au-dessus de la mer des Sargasses. Une escadre de quatre F22 Raptors, dirigée par le capitaine Grimes et le lieutenant Murdoch. Au soleil levant, sont détruits les quatre avions furtifs et le seul missile lancé[Quoi ?]. Les quatre hommes (Yeager, Meyers, Pierce, Akili) ont sauté avec deux parachutes et masques à oxygène, et sont recueillis par un cargo Pierce[Quoi ?]. Et les systèmes énergétique et bancaire sont rétablis à l'état antérieur.
Épilogue : le nouveau conseiller présidentiel à la Science fait admettre comme naturel l'événement de la mer des Sargasses (suggéré comme prévu, organisé, réalisé par Emma). L’Opération Némésis est terminée : force est restée à la Présidence américaine. La Fondation Pierce va régler quelques problèmes matériels. Les deux enfants malades sont sauvés. La production du médicament est poursuivie pour les autres. Akili rencontre Emma...

## Personnages
- République Démocratique du Congo (extrême est)
  - Jonathan Yeager (Hawk), dur à cuire ex-membre des Forces spéciales, responsable sur le terrain de l'opération Gardiens, pilote
  - Scott Meyers Blanket, pilote, à compétences médicales
  - Warren Garrett, moins entraîné, Blue Badger (CIA), paramilitaire, membre d'une ONG visant à faire inculper le président pour complicité de torture
  - Mikihiko Kashiwatara (Mick), japonais
  - Sanyu (Rutshuru), jeune Ougandais, qui vient de gagner 120 000 dollars dans un cybercafé, pour se faire transporteur d'un chargement spécial
  - Nigel Pierce, 1m87, professeur d'anthropologie, (britannique ?), spécialisé sur les Pygmées (clan kanga) Mbutis, héritier de la société de transport maritime Pierce, responsable de la Fondation Pierce
  - Akili, ou Noûs, 3 ans
  - son père Isomo, sa mère morte
- Japon (le grand Tokyo)
  - Seiji Koga, 58 ans, professeur, chercheur en virologie à l'Université, mort dès le début, en crémation dès le second chapitre, père de Kento
  - X Kota, 54 ans, mère et veuve
  - Kento Koga, 24 ans, étudiant en master de fabrication de médicaments, fils unique, alias Yoshinobu Zuzuki
  - Sugai, journaliste, ami de Seiji Kota, informateur (éventuel) du fils
  - Professeur Sonoda, directeur du laboratoire où étudie Kento
  - Marina Kawai, amie potentielle de Kento
  - Akihiro Doi, ami durable de Kento, assurant certains traitements dans son laboratoire universitaire
  - Docteur Yoshihara, pédiatre
  - Maida Kobayashi, jeune fille malade de SÉAP en phase terminale
  - Yuri Sakai, la quarantaine, médecin avec sa propre clinique
    - Ema Sakai (Emma), demi-sœur de Noûs/Akili, huit ans et demi

  - Jeong-hoon Lee, Coréen, ami de Doi, partage ses compétences avec Kento sur Gift
- Bureau exécutif du président des États-Unis et annexes
  - Gregory S. Burns, président (son épouse, leurs deux filles), dont le comportement serait proche de celui de George W. Bush
  - Daniel Chamberlain, vice-président, dont les initiales reprennent celles de Dick Cheney
  - Samuel Gibbson, sécurité rapprochée
  - Charles Watkins, directeur du Renseignement National
  - Robert Holland, directeur de la CIA
  - Geoffrey Lattimer, secrétaire à la Défense
  - Acres, chef de cabinet
  - Wallace, premier conseiller juridique
  - Ballard, secrétaire d'État
  - Professeur Melvin Gardner, conseiller présidentiel à la Science et à la Technique, et son épouse
  - Harry Eldridge, vice-président adjoint du département de la Défense et chef du Bureau des plans spéciaux
  - Arthur Rubens, responsable de l’Opération Némésis, qui comprend Gardiens
  - Joseph Heisman, 75 ans,
  - Dennis Schaefer, anthropologue, qui a reçu une information incitative de Nigel Pierce
  - Andy Rockwelle, passionné d'avions de réalité virtuelle

## Récompenses et distinctions
- Prix Fûtarô Yamada et prix des auteurs japonais de roman policier

Dix-huit mois après sa sortie, il existe peu de recensions francophones de l'ouvrage. La recension anglophone (de Genocide of one) est plus complète.